# خليج الحمامات

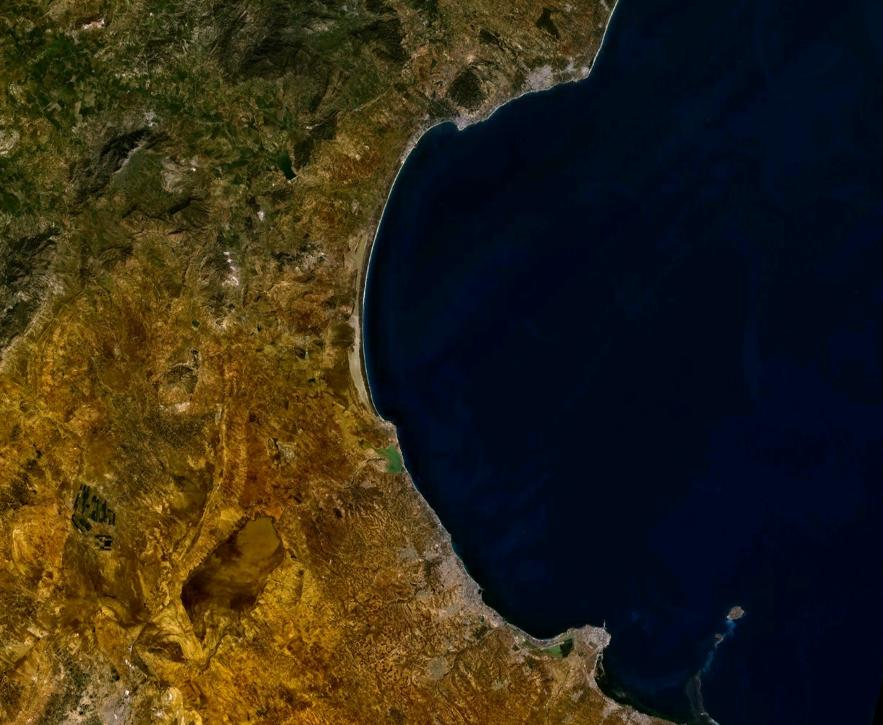
صورة فضائية لخليج الحمامات

خليج الحمامات خليج يقع في شمال شرقي الجمهورية التونسية، جنوب الوطن القبلي، وهو جزء من البحر الأبيض المتوسط. يحدّه شمالاً رأس المعمورة وجنوبًا مدينة المنستير. أهم المدن الساحلية على خليج الحمامات هي:
- نابل،
- الحمامات،
- هرقلة،
- شط مريم،
- سوسة،
- المنستير.